# Lyonia microcarpa
Lyonia microcarpa är en ljungväxtart som beskrevs av Ignatz Urban och Ekman. Lyonia microcarpa ingår i släktet Lyonia och familjen ljungväxter. Inga underarter finns listade i Catalogue of Life.